# Zabius
Genre
Zabius est un genre de scorpions de la famille des Buthidae.

## Distribution
Les espèces de ce genre se rencontrent en Argentine et au Brésil au Rio Grande do Sul,.

## Liste des espèces
Selon The Scorpion Files (02/04/2021) :
- Zabius birabeni Mello-Laeitão, 1938
- Zabius fuscus (Thorell, 1876)
- Zabius gaucho Acosta, Candido, Buckup & Brescovit, 2008

## Publication originale
- Thorell, 1893 : « Scorpiones exotici R. Musei Historiea Naturalis Florentini. » Bollettino della Società Entomologica Italiana, vol. 25, no 4, p. 356–387 (texte intégral).